# Quận 7, Paris
Quận 7 của Paris (còn có tên là quận Palais-Bourbon, nhưng tên gọi này ít được dùng trong đời sống thường nhật) nằm cạnh sông Seine, phía tả ngạn. Nó tiếp giáp với các quận 1, 6, 15, 16 và 8. Quận 7 là kết quả của việc mở rộng Paris đầu thế kỷ 19.
Quận 7 tập trung các công trình quan trọng nhất Paris như Tháp Eiffel, Điện Invalides, Viện bảo tàng Orsay... Từ năm 1981, phố Solférino của quận còn là trụ sở của Đảng Xã hội Pháp.
Năm 1999, dân số của quận là 56.985 người với diện tích 409 ha, tức 13.933 người/km².